# Euphrasia sosnowskyi
Euphrasia sosnowskyi är en snyltrotsväxtart som beskrevs av Kemul.-nath.. Euphrasia sosnowskyi ingår i släktet ögontröster, och familjen snyltrotsväxter. Inga underarter finns listade i Catalogue of Life.